# Scanning-Hypothese
In der Traumforschung wird unter der Scanning-Hypothese der mögliche Zusammenhang zwischen den Blickbewegungen im Traum und den Bewegungen der Augen des Träumenden in der REM-Phase des Schlafs verstanden. 
George Trumbull Ladd (1842–1921) vermutete bereits 1892 einen Zusammenhang. In den letzten Jahrzehnten wurde zur Fundierung dieser Hypothese der Zusammenhang in verschiedenen Studien untersucht. Nach aktuellen Untersuchungsergebnissen kann die Kopplung zwischen Trauminhalt und Augenbewegungen als sicher betrachtet werden. Die Stärke dieser Kopplung ist jedoch noch unklar.
Im Forschungsbereich der luziden Träume konnte dank Stephen LaBerge und Philip Zimbardo mittels Klarträumen – aufgrund des Bewusstseins über den Traumzustand und der damit verbundenen Steuerbarkeit des Traums, d. h. der scheinbaren Blickrichtung des Träumers und der mit dieser Vorstellung korrelierenden tatsächlichen, messbaren Bewegung der Augäpfel – ein direkter Zusammenhang zwischen Trauminhalten und Augenbewegungen 1990 zum ersten Mal experimentell beobachtet werden.